# Travel Like in Songs
Travel Like in Songs är ett musikalbum från 2004 med Rebecka Törnqvist. Hon har skrivit det mesta av materialet själv.

## Låtlista
Text och musik av Rebecka Törnqvist om inget annat anges.
1. Travel Like in Songs – 4:38
2. Your Call – 3:36
3. Thaw – 3:52
4. Pick Me Up Song – 3:39
5. The Art of Letting Go – 3:03
6. If I Loved You – 3:20
7. Seasons Greetings (Per Johansson/Rebecka Törnqvist) – 3:15
8. The Great Migration – 3:53
9. I Never Asked – 3:17
10. Swimmer at Daybreak – 3:48
11. Short and Sweet – 3:15

## Medverkande
- Rebecka Törnqvist – sång, piano
- Pål Svenre – piano, keyboard, dragspel, slagverk
- Jesper Nordenström – piano, orgel
- Johan Liljedahl – gitarr
- Sven Lindvall– bas
- Olle Dahlstedt – trummor

## Listplaceringar
| Lista (2004) | Topplacering |
| ------------ | ------------ |
| Sverige      | 10           |

## Fotnoter
1. ↑  ”Svensk mediedatabas”. http://smdb.kb.se/catalog/id/001433023. Läst 15 juni 2014.
2. ↑  Placeringar på den svenska albumlistan